# Uitkijktoren (Brakel)

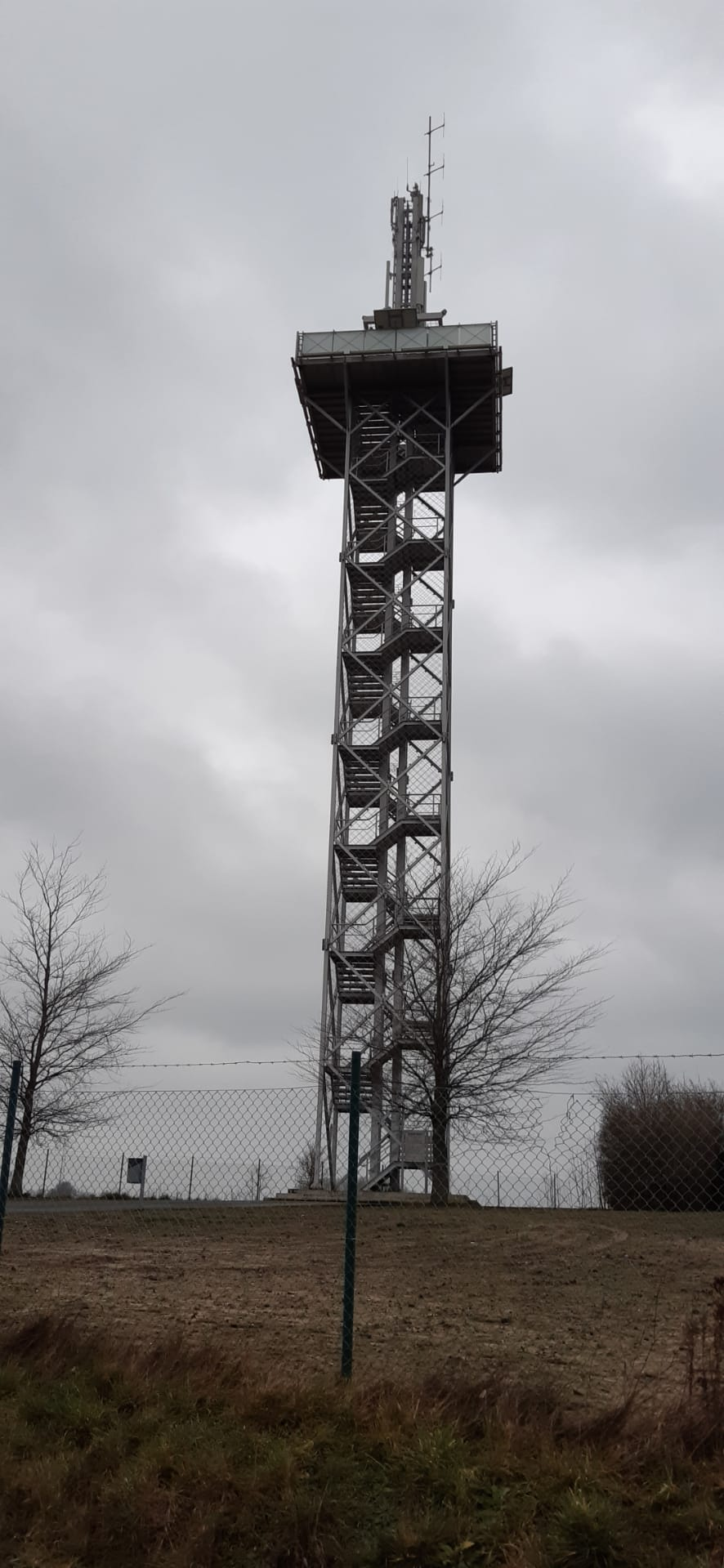
De uitkijktoren van Brakel

De uitkijktoren in de Belgische plaats Brakel is 32 meter hoog en biedt uitzicht over de Zwalmvallei en de getuigenheuvels. Bij helder weer zijn de skyline van Gent en de koeltorens van Doel zichtbaar. De toeristenattractie werd geopend in 2001. Hij is vrij toegankelijk tussen zonsopgang en zonsondergang.
De uitkijktoren is uitgerust met vier oriëntatietafels en biedt een 360-gradenuitzicht. De toren heeft 162 traptreden. Het bouwwerk is 's nachts verlicht met toepasselijke kleuren voor het moment van het jaar. De gegalvaniseerde staalconstructie weegt zo'n 37.500 kg.
In 2018 werd de toren voorzien van GSM-antennes en een zendmast van radio M fm.